# 힛걸
힛걸은 영화 킥애스에 등장하는 배트맨 복장을 한 여자 히로인(배우: 클레이 모레츠)이다. 15살밖에 안 된 앳된소녀이지만 그 실력과 난폭함 잔인스러움은 영화 킥애스 1, 2편을 통틀어 가장 잔인하고 기발하며 신속하다. 1편에서는 통통 튀고 잔인하기만한 무서운 얌체공 같은 연기로 주목을 받았고 2편에 이르러서는 1편의 실력을 그대로 이어받음과 동시에 소녀로서의 매력과 내면연기까지 겸비한 캐릭터를 구축함으로써 차세대 히로인으로서의 자질을 뽐내고 있다.